# Тиборјанци
Тиборјанци су насељено место у саставу града Белишћа у Осјечко-барањској жупанији, Република Хрватска.

## Историја
До територијалне реорганизације у Хрватској налазили су се у саставу старе општине Валпово.

## Становништво
На попису становништва 2011. године, Тиборјанци су имали 291 становника.

## Попис1991.
На попису становништва 1991. године, насељено место Тиборјанци је имало 318 становника, следећег националног састава:
| Попис 1991.‍ | Попис 1991.‍ | Попис 1991.‍ | Попис 1991.‍ | Попис 1991.‍ |
| ----------- | ----------- | ----------- | ----------- | ----------- |
|             |             |             |             |             |
| Хрвати      | Хрвати      |             | 306         | 96,22%      |
| Роми        | Роми        |             | 3           | 0,94%       |
| Срби        | Срби        |             | 3           | 0,94%       |
| Мађари      | Мађари      |             | 2           | 0,62%       |
| Југословени | Југословени |             | 1           | 0,31%       |
| непознато   | непознато   |             | 3           | 0,94%       |
| укупно: 318 |             |             |             |             |